# Ali Asgari
Ali Asgari (Teherán, 25 de julio de 1982) es un director de cine iraní.

## Biografía
Nacido en Teherán, comenzó en el cine trabajando como asistente en varias películas de otros directores. Más tarde, se traslada a Italia, donde estudia cine. En 2011 publica su primer largometraje, Tonight Is Not a Good Night For Dying.
Su primer largometraje fue Disapearance, estrenada en 2017. El 2022 estrena la película Hasta mañana, que narra la historia de una mare fadrina que viu a Teheran. El 28 de octubre de 2022 ganará la Palmera de Oro en la 37° Muestra de Valencia.